# فريسنوي
فريسنوي (بالفرنسية: Fresnoy)‏ هي بلدية تقع في إقليم باد كاليه من منطقة نور با دو كاليه في شمال فرنسا. تبلغ مساحة هذه المدينة 2.4 (كم²)، وترتفع عن سطح البحر 103 م، يبلغ عدد سكانها 67 نسمة حسب إحصاء المعهد الوطني للإحصاء والدراسات الاقتصادية سنة 2009 م. وترأس Philippe Decobert البلدية خلال فترة (2001-2008).